# Pisanica (gmina Kalinowo)
Pisanica (niem. Pissanitzen, od 1926 Ebenfelde) – wieś sołecka w Polsce, położona w województwie warmińsko-mazurskim, w powiecie ełckim, w gminie Kalinowo. Pisanica do roku 1926 nazywała się Pissanitzen, później nazwę tę zmieniono na Ebenfelde. W latach 1975–1998 miejscowość administracyjnie należała do województwa suwalskiego.
Miejscowość jest siedzibą parafii rzymskokatolickiej, należącej do dekanatu Ełk – Miłosierdzia Bożego, diecezji ełckiej.

## Historia
Pierwsze udokumentowane wypowiedzi na temat wsi pochodzą z 1496 roku. Przywilej lokalizacyjny Pisanicy pochodzi z 1504 roku (według R. Webera) lub z 1513 (według W. Kętrzyńskiego). Jan Konewka otrzymał wtedy od komtura ryńskiego, R. v. Diepoltskirchena 30 włók na założenie wsi czynszowej oraz 12 lat wolnizny (zwolnienia z płacenia czynszu). Już pod koniec XVI wieku było to 50 włók. Pisanica szybko rozwijała się i już w 1565 wybudowano we wsi szkołę. Około 1565 roku postawiono w Pisanicy drewniany kościół i założono parafię. Pierwszym proboszczem ewangelickiej parafii był Hieronim Malecki (do 1567), pochodzący z Ełku. Po nim, w 1567 r., urząd ten objął Jerzy Helm (do 1588). Pochodził on z Mazowsza, a jego potomkowie przyjęli nazwisko Pisanski (Pisański), które potem nosiło wielu pastorów, nauczycieli i urzędników na Mazurach, wśród nich uczony pruski, pisarz, pedagog i uczony Jerzy Krzysztof Pisański (1725-1790). W 1600 roku we wsi mieszkali sami Polacy.
W 1656 r., w czasie potopu szwedzkiego, na Pisanicę napadli Tatarzy, którzy zabili 54 osoby, 2 utopili, 329 zabrali do niewoli, wieś i kościół spalili (pastorowi Trentoviusowi udało się uciec do Polski). Nowy kościół (drewniany) wybudowano w latach 1670-1678. Kościół ten wraz z plebanią i szkoła spłonął w 1898 t.
W 1710 r. w Pisanicy wybuchła epidemia dżumy, w jej wyniku śmierć poniosło wielu ludzi. W 1821 r. we wsi mieszkało 348 osób, natomiast w spisie z 1913 r. odnotowano 500 mieszkańców. W 1939 r. we wsi było 562 mieszkańców. W 1864 r. na 4280 parafian było tylko 380 Niemców, reszta to Polacy. W 1912 r. w statystykach niemieckich odnotowano wśród parafian jedną trzecią mieszkańców, uważających się za Niemców. Nabożeństwa odprawiano po polsku i niemiecku.
W drugiej połowie XIX wieku mieszkańcy Pisanicy zajmowali się głównie rolnictwem i hodowlą koni. W 1868 r. spłonął kościół, nowy z cegły i kamienia postawiono w 1894. W 1895 roku wieś liczyła 58 gospodarstw (1092 ha), 516 mieszkańców (obecnie ok. 1500) – 498 ewangelików, 6 katolików, 12 osób innych wyznań. Wieś była siedzibą parafii Urzędu Stanu Cywilnego i gminy. W 1914 r. wieś i kościół bardzo zniszczono, kościół odbudowano w stylu neogotyckim. W 1939 roku Pisanicę zamieszkiwało już 562 mieszkańców znajdowały się w niej 64 gospodarstwa rolne, 122 domy. Podczas wojny większa część wsi oraz plebania zostały spalone. W 1926 r., w ramach szerokiej akcji germanizacyjnej, urzędową nazwę wsi zmieniono na Ebenfelde.
W 1949 w Pisanicy były 22 gospodarstwa (927 ha), PGR. W latach 1945–1954 siedziba gminy Pisanica w woj. białostockim, 1955-1972 – gromady. Na początku lat 50. wybudowano w Pisanicy cegielnię, zakład ceramiczny produkujący bardzo dobrej jakości cegłę. W 1961 powstała (z PGR) SHR, której wieś zawdzięcza bardzo szybki rozwój. W latach 60. wybudowano w Pisanicy szkołę, dom kultury, osiedle mieszkaniowe. Zaś w latach 70. ośrodek zdrowia.
Połączona szkoła podstawowa z gimnazjum otrzymały w roku 2006 nową salę gimnastyczną, chemiczną i pracownię komputerową.
We wsi funkcjonowały dwie koleje wąskotorowe – Ełcka Kolej Dojazdowa i kolejka cegielniana.

## Zabytki
- Kościół Matki Bożej Królowej Polski, neogotycki z 1894 z masywną czworoboczną wieżą wbudowaną w korpus, która posiada ciąg blend. Elewacje naw są ozdobione szerokimi łukami[5].